# Zofia Aleszko
Zofia Aleszko (ur. 1940 w Dereczynie w Polsce) – zajmuje się zastosowaniem choreoterapii w leczeniu chorób nerwicowych.
Prowadziła jedne z pierwszych prac w Polsce w Akademii Wychowania Fizycznego w Warszawie dotyczące zastosowania choreoterapii u studentów nerwicowych. W eksperymentach uczestniczyły studentki i studenci z rozpoznaną nerwicą. Do udziału w eksperymencie kierowani byli przez Poradnię Zdrowia Psychicznego dla studentów w Warszawie.
Jest pracownikiem Instytutu Psychiatrii i Neurologii w Warszawie i wykładowcą Akademii Pedagogiki Specjalnej. Zajęcia są do tej pory (2006) kontynuowane w Klinice Nerwic i w Klinikach Psychiatrycznych Instytutu Psychiatrii i Neurologii.